# Llista de vescomtes de Besiers
Llista de vescomtes del Vescomtat de Besiers:

## Dinastia Besiers
- Reinard I 881-897
- Adelaida (filla) 897-?
- Bosó (espòs) 897-?
- Teude (fill) ?-936
- Jonus (fill) 936-960
- Reinard II (fill) 960-967
- Guillem I (fill) 967-994
- Garsenda (filla) 994-1034

## Dinastia Carcassona
- Guillem de Carcassona (fill) 1034
- Pere I (II de Carcassona) 1034-1059
- Roger I (III de Carcassona) 1059-1067
- Ramon I (II de Carcassona) (fill de Guillem) 1067-1068
- Garsenda, Adelaida, Ermengarda, comtesses de Carcassona i Rasès 1068-1069
- Ermengarda (a Besiers i Agde) 1069-1101
- Bernat Ató I (fill) 1082-1129 (vescomte de Carcassona, Rasès, Agde, Albi i Nimes)
- Roger IV de Carcassona 1129-1150

## Dinastia Trencavel
- Ramon Trencavell I (germà) 1150-1167
- Ramon Trencavell II (fill, associat) 1067-?
- Roger III (V de Carcassona) (fill) 1067-1194
- Ramon Roger I (germà) 1194-1209

* 1209 Territori conquerit per Simó IV de Montfort durant la Croada albigesa

## Dinastia Montfort
- 1209-1218 Simó IV de Montfort
- 1218-1224 Amaurí IV de Montfort

* 1224 Amaurí IV de Montfort el cedeix a la corona de França. Del 1224 al 1227 i durant el 1247 Ramon III de Trencavell l'ocuparà temporalment.